# Dachlawine

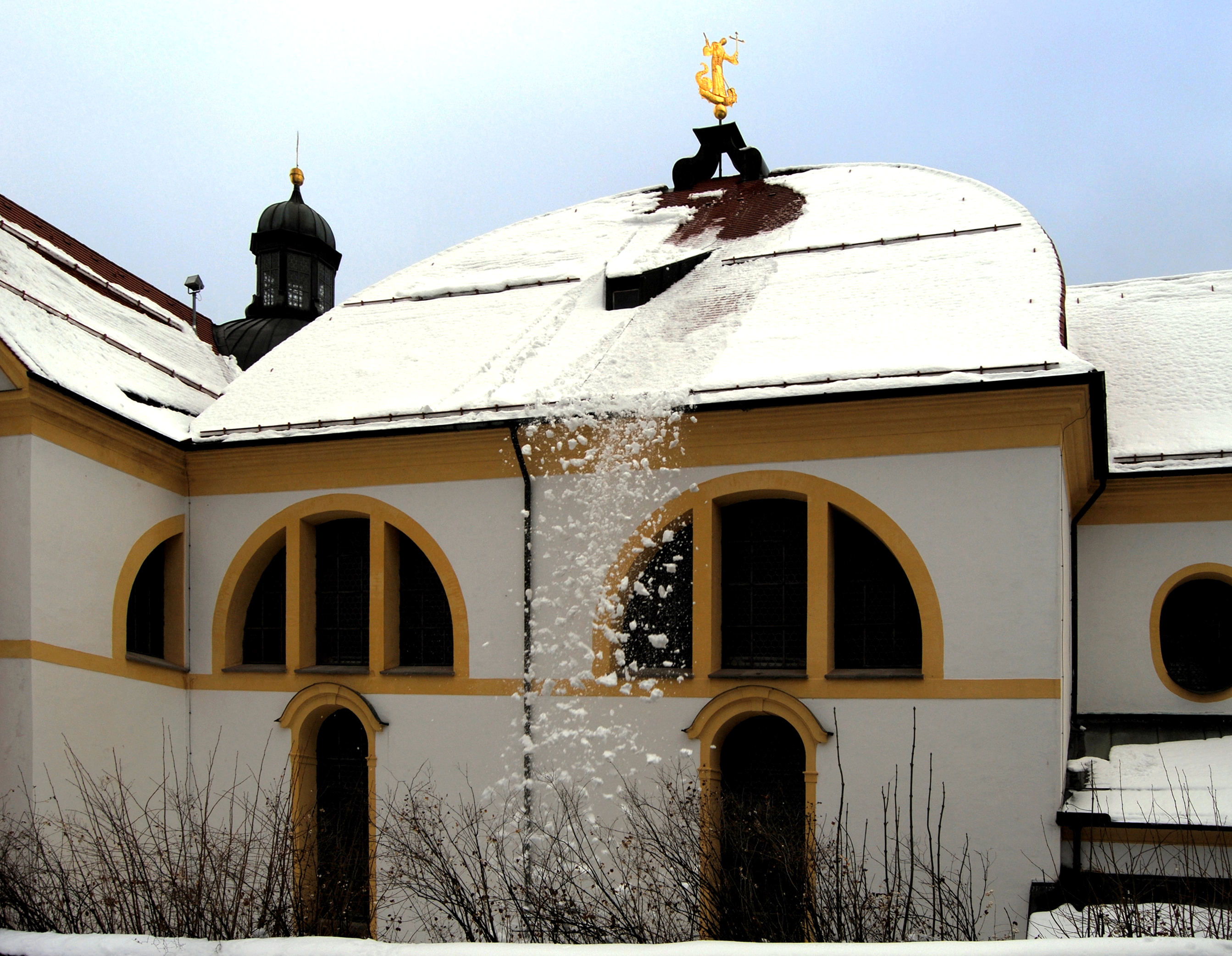
Eine Dachlawine in Füssen

Als Dachlawine werden von Hausdächern herabstürzende Schneemassen bezeichnet. Sie entstehen an geneigten Dächern nach dem gleichen Prinzip wie Lawinen im Gebirge. 

## Gefahr

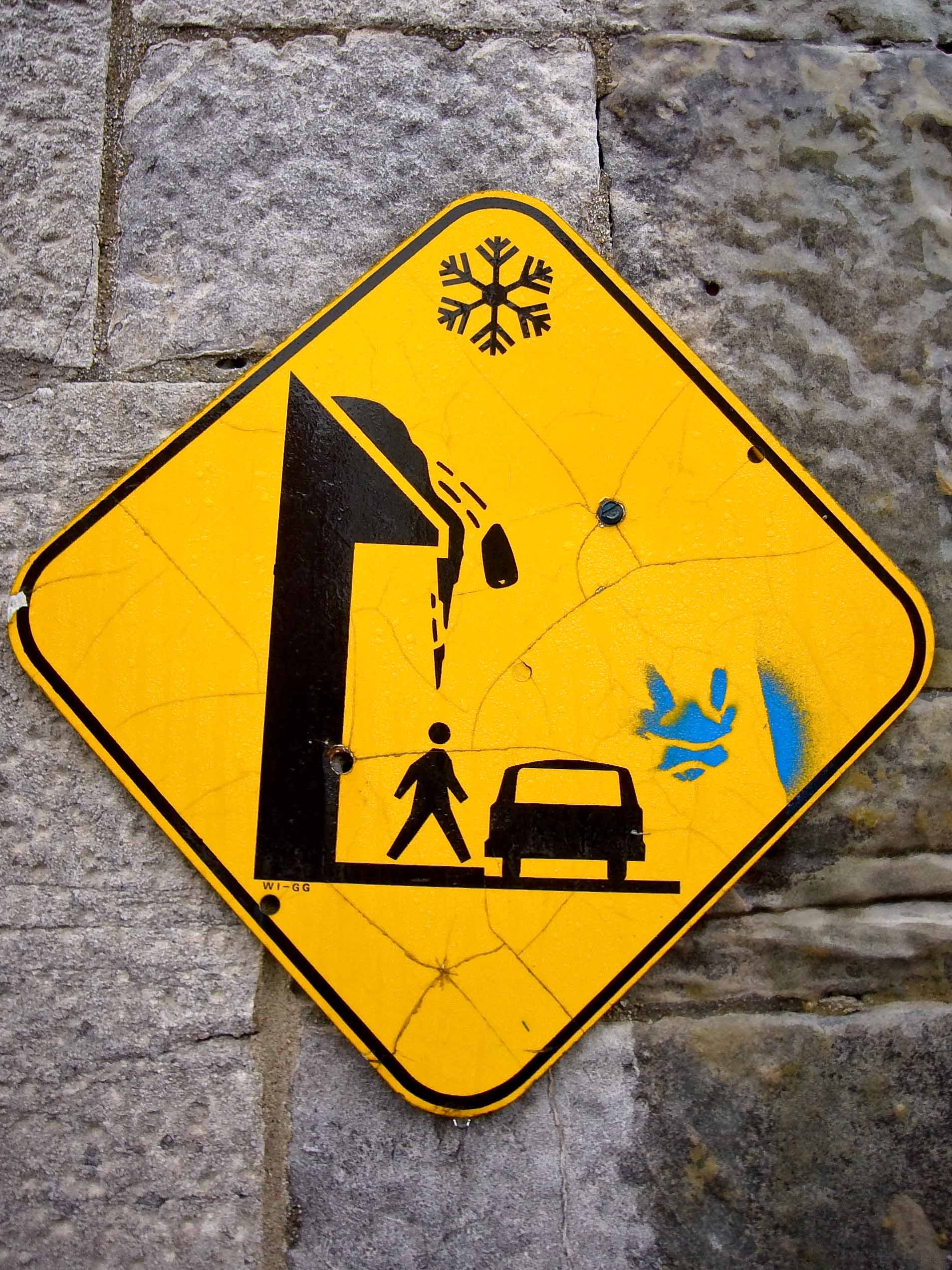
Dachlawinen-Warnschild in Kanada.

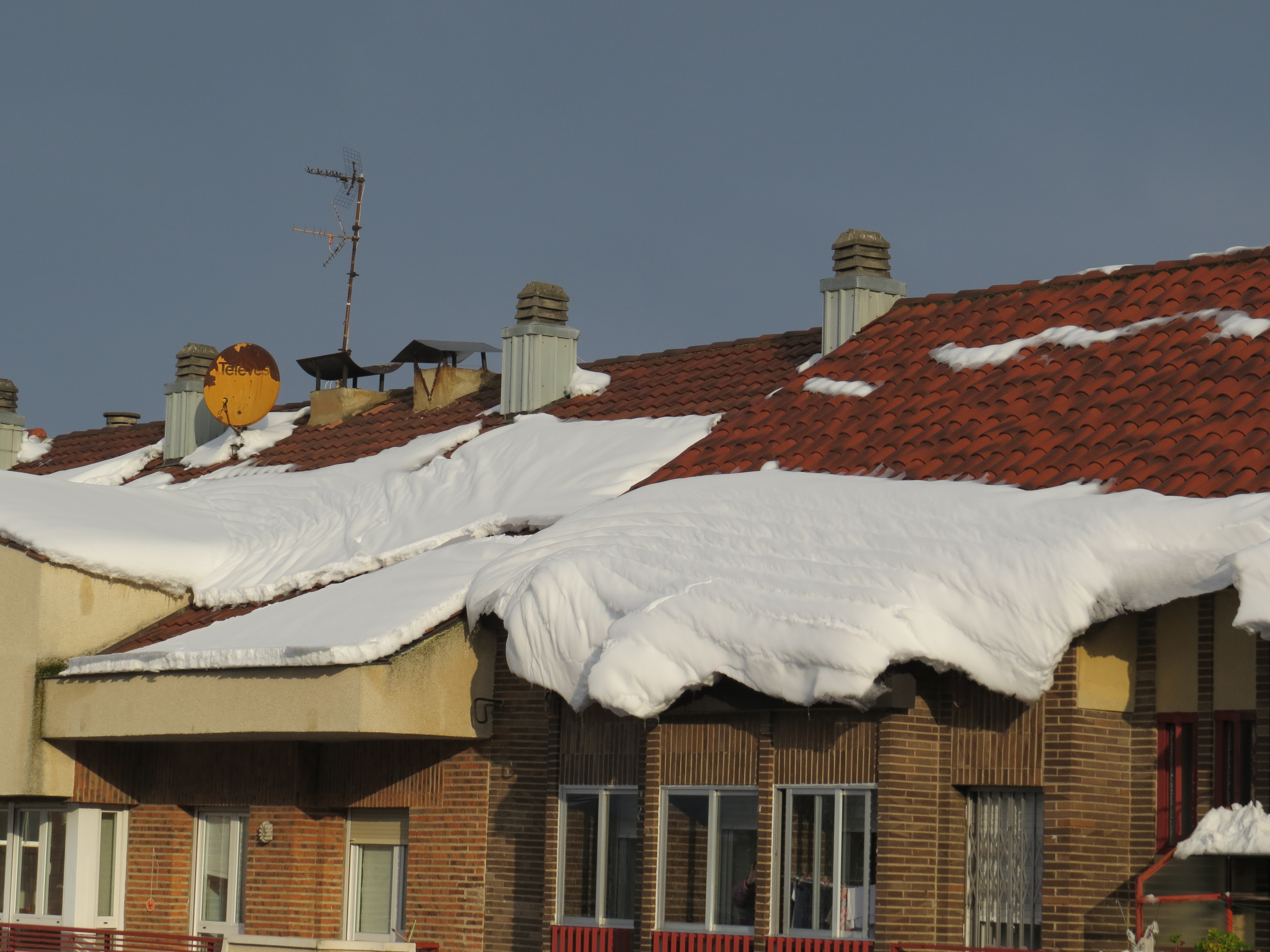
Dachlawine in Nordspanien

Wenn sich (etwa bei einsetzendem Tauwetter) die oberen Schneeschichten lösen, nehmen sie im Hinabrutschen oder -rollen weiteren Schnee auf und können dadurch eine derartige Größe und Gewicht erhalten, dass sie durchaus eine Gefahr für Menschen darstellen. Auch Gegenstände, etwa abgestellte Autos, können beschädigt werden. Durch die vom Dach abgegebene Wärme kann sich auch die ganze Schneedecke am Dach lösen und als „Schneebrett“ hinunterstürzen.

Warnzeichen nach ISO 7010 zur Warnung vor Dachlawinen

Eine vergleichbare Gefahr stellen von Dachrinnen abbrechende Eiszapfen dar.

## Gegenmaßnahmen

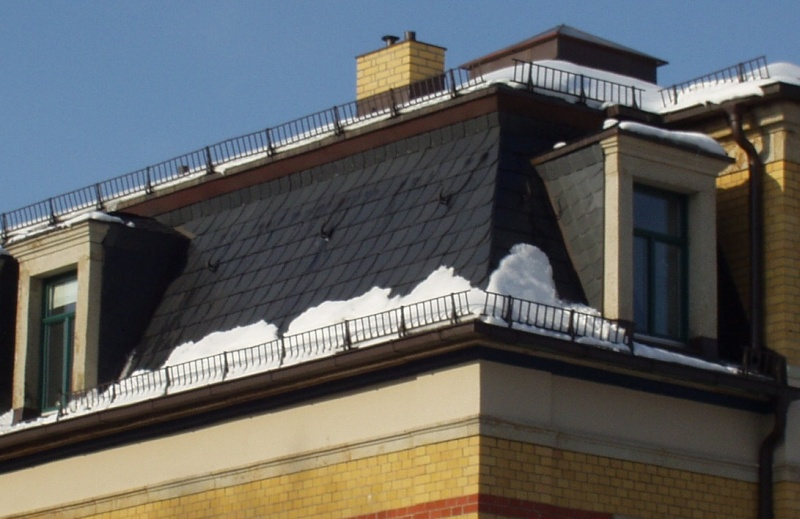
Schneefanggitter zum Schutz vor Dachlawinen

Zur Vermeidung von Dachlawinen können verschiedene Schneefangsysteme wie Schneefanggitter, Schneefanghaken oder Schneefangbalken auf dem Dach montiert werden.
Alternativ gibt es die Möglichkeit, eine Dachflächenheizung oder eine Dachrinnenheizung zu installieren. Letztere verhindert auch die Bildung von Eiszapfen an der Dachrinne. Die Heizungen sind jedoch teuer und verbrauchen viel Energie, was ökonomisch gesehen kaum sinnvoll ist.

## Rechtliche Situation

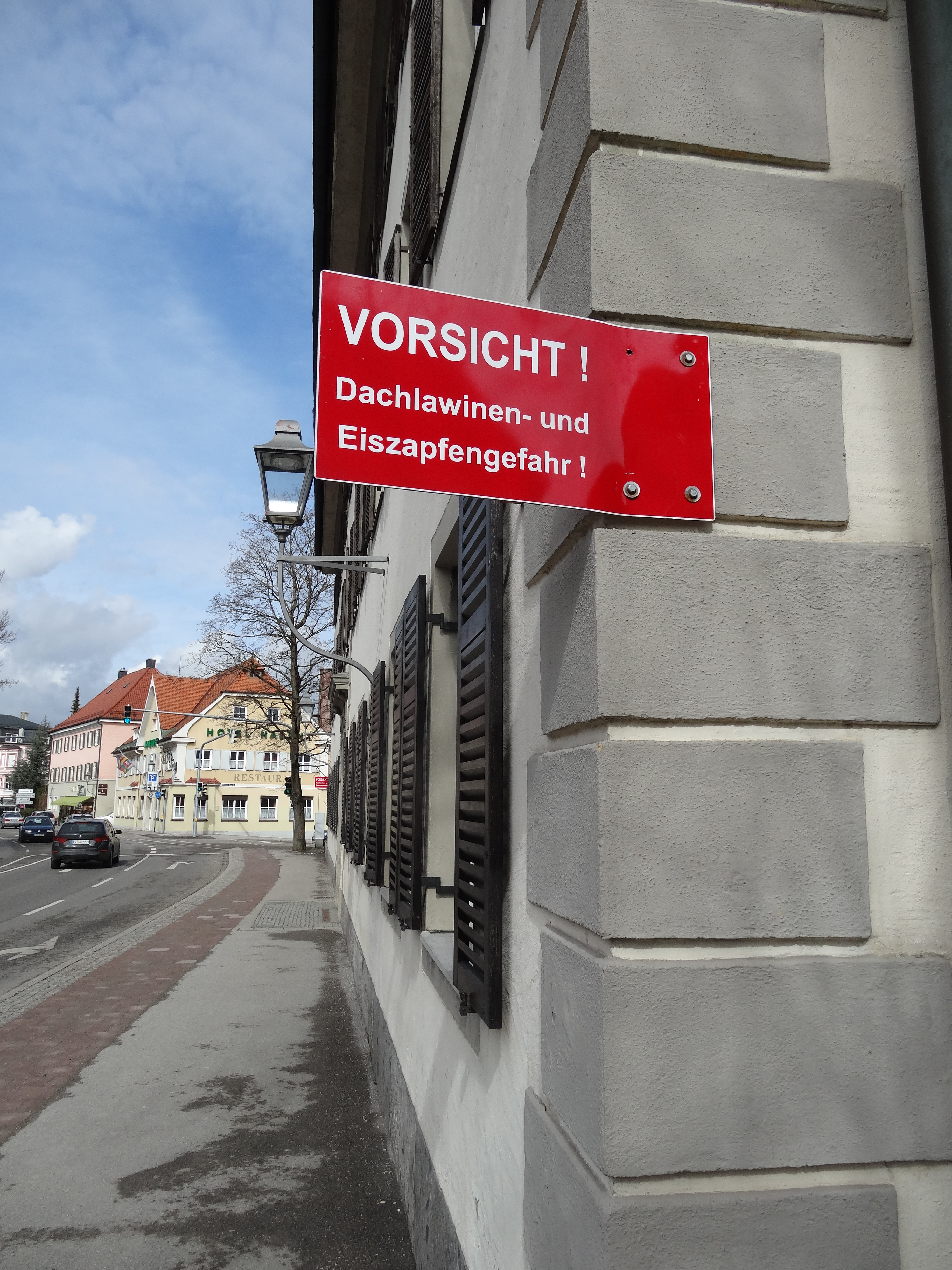
Dachlawinenwarnung in Kaufbeuren

Rechtlich gesehen ist der Hauseigentümer (oder die von ihm beauftragte Person) für Schäden haftbar, die durch eine Dachlawine entstehen, wenn er seine Verkehrssicherungspflicht verletzt hat, also keine ausreichende Maßnahmen zur Vermeidung der Dachlawine ergriffen hat.
Allerdings unterscheidet man zwischen Gebieten, in denen es häufig schneit und somit die Gefahr für Dachlawinen erhöht ist, und Gebieten, in denen es nicht so häufig schneit. In Gebieten mit hohem Schneeaufkommen stehen Passanten und Autofahrer selbst in der Pflicht, ihre Aufmerksamkeit dem potentiellen Abgang einer Dachlawinen zu widmen. Im anderen Fall greift die oben erwähnte Verkehrssicherungspflicht durch Haus- und Firmeneigentümer. Warnschilder, welche auf die Möglichkeit einer Dachlawine hinweisen, können dann also auch den Geschädigten in die Mitschuld durch Auslassen der Sorgfaltspflicht bringen.
Richtet eine Dachlawine Schäden am Gebäude an, leistet die Elementarschadenversicherung. Diese wird häufig als zusätzliche Deckung zur Wohngebäudeversicherung angeboten. Werden durch die Dachlawine Autos beschädigt, ist die Vollkaskoversicherung des Autobesitzers zuständig. Zerstört die Dachlawine die Autoscheiben, leistet die Teilkaskoversicherung. Ohne Kasko-Schutz wird es für die Autobesitzer hingegen schwer, ihren Schaden ersetzt zu bekommen. Dafür müssten sie vor Gericht nachweisen können, dass der Hausbesitzer seiner Verkehrssicherungspflicht nicht nachgekommen ist. Dieser Nachweis kann häufig vor Gericht nicht erbracht werden.